# Нумерация домов
Нумерация домов — способ присвоения домам номеров. Номер дома — идентификатор здания, уникальный в некоторой окрестности (на улице, в квартале, районе), являющийся частью адреса.
Как правило, номер дома является числом, к которому иногда добавляется номер корпуса, литера (буквенный индекс), строения или номер через дробь.
Самым распространённым способом нумерации является нумерация вдоль улицы. При этом дома нумеруют либо по порядку, либо по расстоянию от начала улицы.

## Различные системы нумерации домов в мире
Самая распространённая схема нумерации домов в мире относится к европейской схеме, когда нечётные номера находятся на одной стороне улицы, а чётные на противоположной, а нумерация возрастает от центра. Эта схема впервые была введена Наполеоном в 1805 году во Франции. Начиная с середины XIX века, вследствие своего удобства, распространилась по всем странам Европы и их бывшим колониям. В настоящее время постепенно вытесняет архаичные не связанные между собой нумерации домов на одной улице. Например, новые улицы в Южной Корее нумеруются по европейской схеме. Власти Объединенных Арабских Эмиратов приняли решение пронумеровать дома в соответствии с европейской схемой.

## Основные схемы нумерации

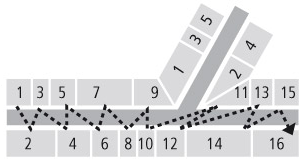
Европейская схема

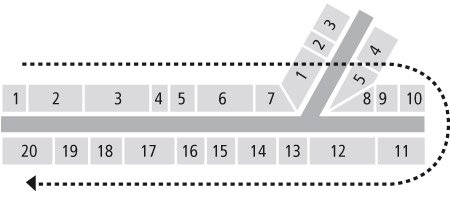
Последовательная схема

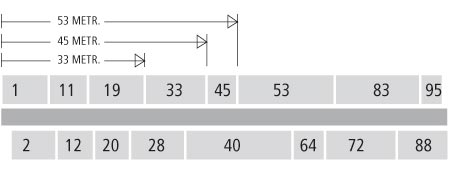
Метрическая схема

1. Европейская схема. Самая распространенная. Схема нумерации домов, при которой на одной стороне дороги располагаются здания с увеличивающимися нечётными номерами, начиная с 1, а на другой — с увеличивающимися чётными номерами, начиная с 2, а иногда и с 0. Нечётные номера, как правило, находятся на левой стороне дороги, в направлении возрастания числовых значений номеров. Также, если встать к центру города спиной, то по левую руку окажутся дома с нечетными номерами. Нумерация чаще всего начинается в центре населённого пункта. Для «дополнительных» зданий (флигелей, корпусов, строений) часто используют литеры A, B и т. д. (латинский алфавит; в Испании и Франции также применяются обозначения бис, тер, кватер). Здания, существовавшие отдельно, но затем объединённые, могут нумероваться только одним из прежних номеров, или объединить ранее использовавшиеся номера («13/15»), либо указывать диапазон адресов (например, «13-17», без включения чётных чисел 14 и 16). Это может произойти при объединении соседних земельных участков — например при покупке их одним владельцем у нескольких прежних.
2. Последовательная схема. Наиболее часто встречается в Великобритании, Ирландии, частично Германии. В разных странах может встречаться, если улица односторонняя (например у реки). Номера домов даются последовательно в порядке их расположения. Недостаток системы — номера могут пропадать (например снесли дом, дома могут перестраиваться, расширяться, сужаться…), если нумерация идет по двум сторонам улицы, то возникает сложность поиска искомого номера, особенно если вывешено мало табличек с номерами домов.
3. Метрическая схема. Схема распространена в Бразилии, Аргентине, Австралии. В силу большой длины улицы, её нумеруют по метражу от начала выбранного пункта. Лево- и правосторонняя нумерация по европейской схеме, а сами номера по метражу.
4. Поквартальная схема. Используется в США и Канаде в крупных городах. Первая цифра — номер квартала, остальные — номер здания в квартале. Лево- и правосторонняя нумерация по европейской схеме.
5. Возрастная схема. Нумерация домов по очередности возведения здания. Встречается в Чехии, Японии.
6. Двойная схема. Дома имеют два номера. Один номер по одной схеме (как правило старинной), другой по другой схеме (как правило европейской).

## Нумерация домов в Европе
Нумерация домов служит однозначной идентификации здания в пределах улицы или населённого пункта. В Германии, Австрии и Швейцарии нумерация определяется коммуной. Обязанность маркировки здания щитом с номером (аншлагом) в Германии определяется § 126 пункта 3 Строительного закона.
Британские дома начали нумероваться с «Почтового закона (акта)» 1765 года. В сельской местности многие дома имеют собственные имена, но не нумерацию. Промежуточные строения, как правило, имеют номер с литерой A, B, C и т. д., но есть несколько с дробным номером, например, старый полицейский участок в 20 ½ Camberwell Черч-стрит.
До начала-середины девятнадцатого века в Англии было принято присваивать номера домам по одной стороне дороги, а затем продолжать её в обратном направлении по противоположной. Такой подход — нумерация всех участков на одной стороне улицы подряд, продолжая по часовой стрелке вниз на противоположной стороне улицы — до сих пор существует, например, в Пэлл-Мэлл, Cul-de-sac. Последовательная нумерация используется также в некоторых случаях, когда застраивается только одна сторона дороги, как в случае Crayfield Road, Levenshulme, чья южная сторона — бывшая железная дорога (в настоящее время велосипедная дорожка). Некоторые местные власти Великобритании избегают числа 13 в нумерации домов, потому что это число считается несчастливым.
В Чехии действует ещё старая габсбургская система конскрипционных номеров. При этом нумерация производится по очерёдности возведения зданий. То есть чем старше здание, тем меньше номер. В больших городах существуют, к тому же, дополнительные номера для ориентации. Конскрипционные номера находятся на красных дощечках, ориентировочные — на синих.
В Генуе и Флоренции жилые дома отмечены чёрными (во Флоренции иногда также синими) числами, а административные, офисные здания, как правило (но не всегда), имеют две различные серии номеров по каждой улице.
Часто для обозначения на здании его номера (в зависимости от местных правил) используют металлические пластины нормированных размеров, покрытые эмалью. Использование освещённых номерных знаков на домах широко распространено, и в Берлине они с 1975 года обязательны.

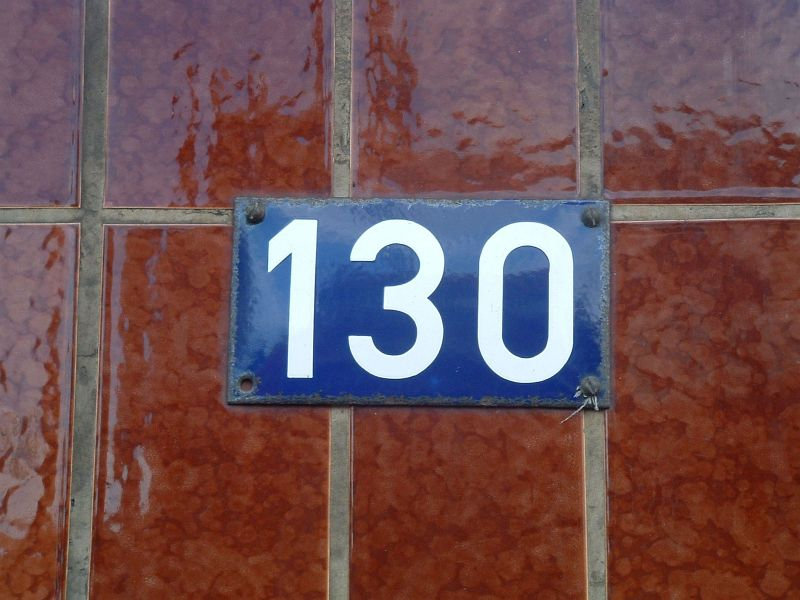
Дом № 130 в Гамбурге

## Страны бывшего СССР
В России нумерация домов существует с XIX века, и с XX века сильно не отличается от европейских стандартов: почти всегда по одной стороне улицы расположены чётные номера, по другой — нечётные; номера возрастают от точки выбора начала.

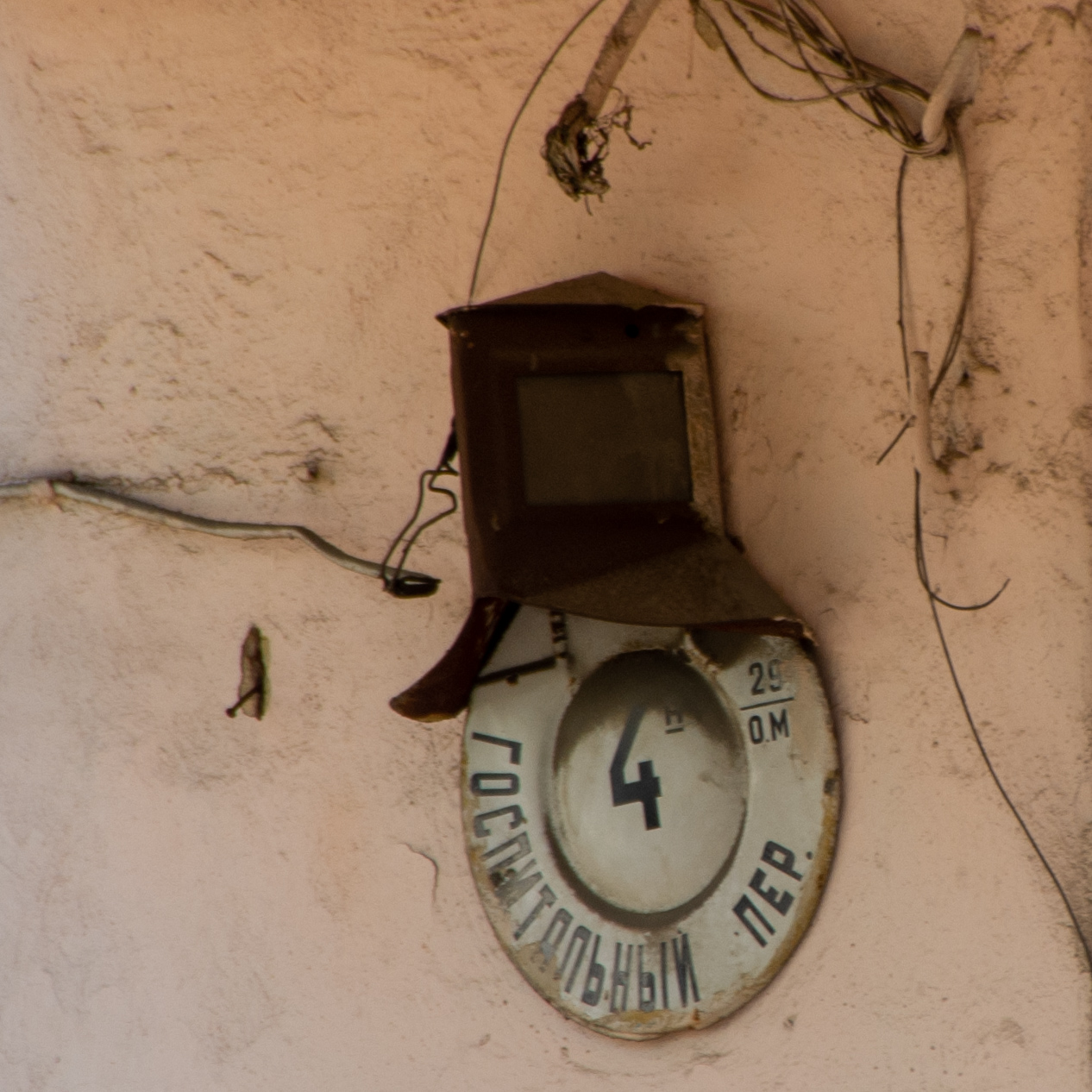
Номер дома советского дизайн-кода в Москве. Характерен щит с круглой штамповкой, и указание отделения милиции

Ранний вариант нумерации — «правонечётная» («ленинградская»): нечётные номера находятся справа, чётные — слева от точки начала улицы. Например, большинство улиц Санкт-Петербурга имеют изначально именно «правонечётную» нумерацию. Более поздний и более распространённый вариант — «левонечётная» («московская») нумерация: нечётные номера — слева, чётные — справа.
В Санкт-Петербурге правонечётная нумерация домов, но Кадетская линия Васильевского острова, чётные линии Васильевского острова имеют нечётную нумерацию домов, нечётные линии Васильевского острова — чётную, Свеаборгская, Сызранская улицы, улицы Севастьянова, Типанова и Новоколомяжский проспект — левонечётную.
В Москве в 1881 году были введены номера домов с делением на правую — чётную и левую — нечётную стороны улицы и нумерация по часовой стрелке и от Кремля. В 1940 году в Москве было принято решение о том, что на всех радиальных магистралях, улицах, в переулках, проездах, идущих от центра, номера домов должны были возрастать также по направлению от центра. На кольцевых и поперечных к радиальным улицах нумерация шла по ходу часовой стрелки. При этом Солнцевский проспект и улица Авиаторов используют правонечётную нумерацию, нумерация домов Ливенской улицы находится на одной стороне. На улице Менжинского и проезде Дежнева, бывшем проспекте Маркса нумерация домов идёт против часовой стрелки.
Города в целом имеют преимущественно один из этих вариантов нумерации, но часто встречаются исключения. Например, правонечётный Симферополь имеет левонечётную Вишнёвую улицу, а левонечётная Одесса имеет правонечётные Преображенскую, Черняховского, Картамышевский, Банный, Ломаный переулки. В Ростове-на-Дону одинаково часто встречаются как лево-, так и правонечетные улицы. Особенно интересна нумерация домов в районе Нахичевань, где улицы, перпендикулярно пересекающие Советскую, нумеруются от нее в сторону Дона по левонечетной системе, в противоположную — по правонечетной и имеют разные названия (например, 27 и 28 Линии соответственно). В исключительных случаях целый район может полностью или частично иметь иной вариант нумерации, чем принято в целом в городе. Так, западная часть посёлка Котовского в Одессе — левонечётная, а восточная — правонечётная; условной границей служит проспект Космонавта Георгия Добровольского. Улицы, пересекающие проспект Добровольского, имеют соответствующий тип нумерации в западной и в восточной от проспекта части; то есть номера от проспекта возрастают в обе стороны: начинаются в западную сторону, и позже продолжаются от проспекта в восточную. Аналогичная ситуация наблюдается и в Кемерове, улицы, расположенные на правом берегу реки Томь, имеют преимущественно левонечётную нумерацию, на левом — правонечётную.
Изначально для удобства почтовых служб зданиям, находящимся на перекрёстках, было принято присваивать номера всех тех топонимических единиц, на которые это здание попадало. Таким образом в некоторых городах, рано получивших нумерацию домов, дома на углу улиц имеют дробный (двойной) номер, и знак дроби разделяет числовые значения номеров данного строения по каждой из улиц (см. фото).

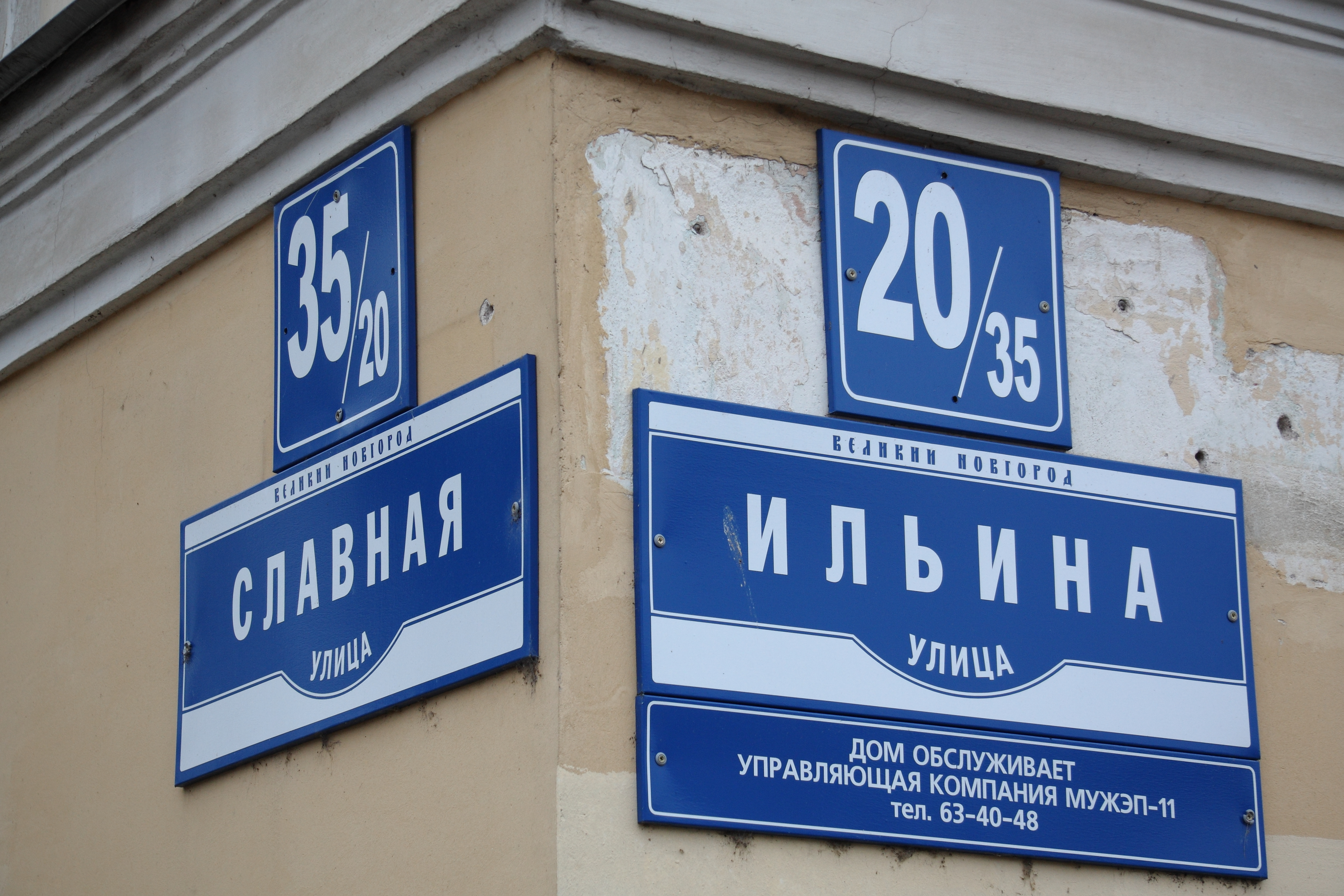
Таблички на доме в Великом Новгороде

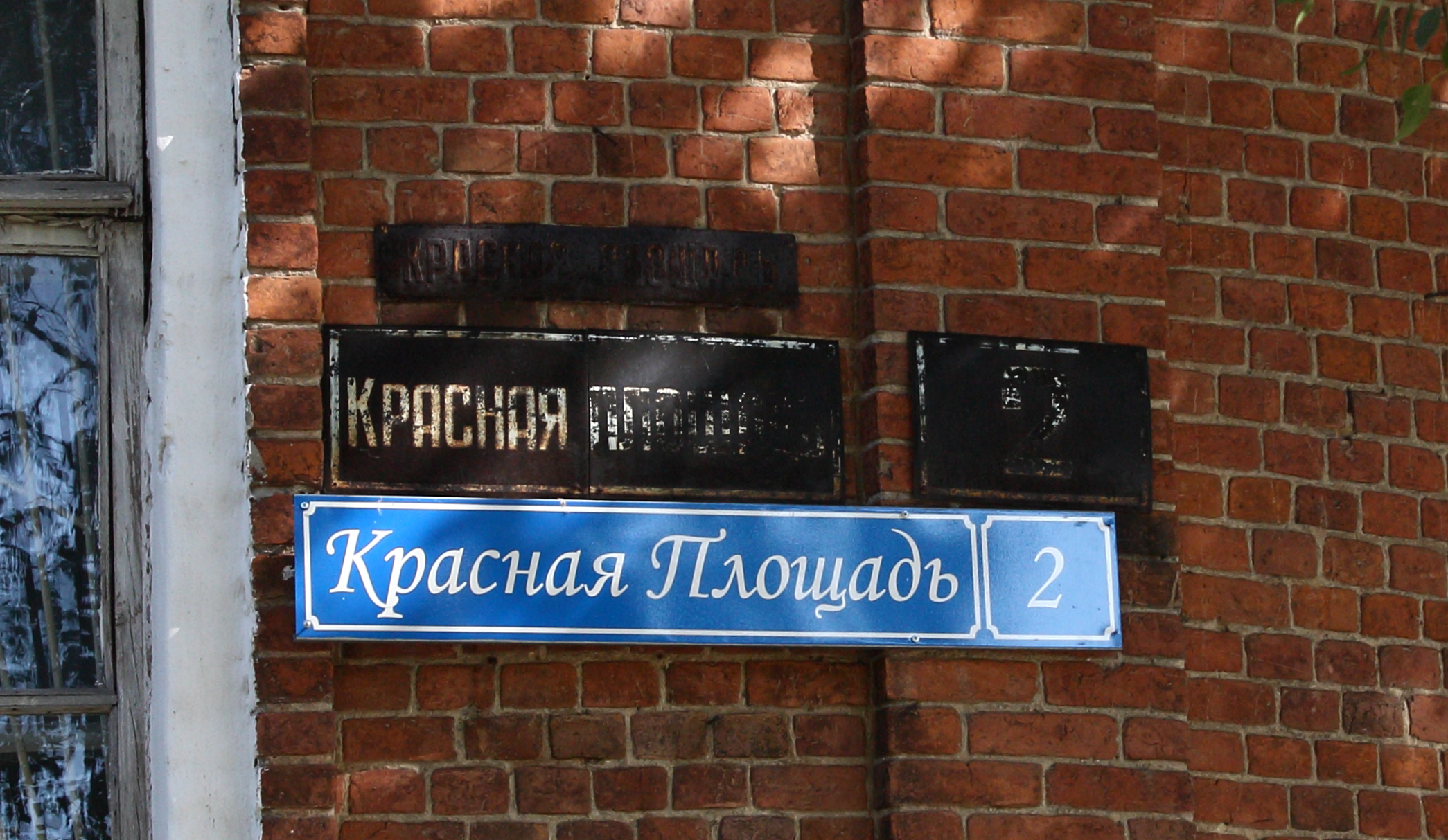
Таблички на доме в Венёве

Здания, находившиеся на площадях на стыке двух улиц, имели тройную нумерацию, записывавшуюся через две дроби. Позже от этой практики было решено отказаться, а вопрос присвоения номера спорному зданию в каждом случае решать отдельно.
При постройке новых зданий им присваивают номер одного из ближайших домов с пометкой о номере корпуса. Также возможно присвоение номера дома с буквой, например 1А.
В СССР в послевоенные годы, в период начала массового строительства многоквартирных высотных домов, была принята рекомендация, по которой собственный номер дома даётся только зданию, выходящему на улицу, а находящиеся внутри квартала здания должны иметь дробный номер, дополнительный номер корпуса или номер с буквой. Далеко не везде её придерживались. Например, на улице Космонавтов в Одессе нечётная сторона пронумерована с применением этого принципа, а чётная — без применения.
В Тбилиси, Гомеле, Донецке, Мариуполе, Николаеве используется правонечётная нумерация домов.
- Номер корпуса присваивается зданиям, если некоторые из них не имеют прямого выхода на улицу, то есть находятся во дворе. Зданию, имеющему выход на улицу, присваивается корпус 1, а остальным — тот же номер дома и следующие номера корпусов.[источник не указан 3037 дней][12]
- Буква после номера ставится, если строится здание между двумя, имеющими последовательные номера (например, 27, 29). Новому присваивается номер ближайшего с буквой (27А). Также буквы присваивают мелким зданиям — флигелям, сторожкам и тому подобное.
- Номер строения — присваивается зданиям, представляющим единый комплекс и имеющим общий въезд с улицы.
- Номер через дробь ставят в нескольких случаях. У домов, пронумерованных по двум пересекающимся улицам, эти номера ставятся через дробь. При этом порядок чисел зависит от варианта обозначения адреса: дом, обозначенный номерами 2 по ул. Боженко и 42 по ул. Ивана Франко, обозначают либо «улица Боженко, 2/42», либо «улица Ивана Франко, 42/2». Такая система используется, например, в Москве. Если здание построено на месте нескольких снесённых (например, с номерами 7, 9, 11), то иногда такому дому дают номер по первому и последнему снесённым через дробь (7/11) — так принято, к примеру, в Саратове, либо через тире (7-11), как, например, в Москве. В Харькове есть дом по ул. Чайковской с номером: 5/7/9. Номер через дробь также может обозначать номер корпуса, например, «ул. Широтная, 104/3», как в Тюмени.

Другим способом является нумерация по кварталам. При этом часто используется сквозная нумерация, где каждый квартал имеет свой собственный номер, который также является сотнями номера дома. Таким образом, например, дом номер 1507 означает, что это седьмой дом в пятнадцатом квартале. Например, в городе Тихвине Ленинградской области каждый микрорайон, отделённый четырьмя улицами, имеет собственное название и собственную нумерацию домов. Аналогичная нумерация (по корпусам — номер микрорайона в адрес не входит), за некоторым исключением, принята в московском Зеленограде (Зеленоградском административном округе).
На очень длинных дорогах также может использована пригородная система нумерации километровых зон (как в австралийской системе адресации сельских районов). Например, 9-й км Воткинского шоссе и 7-й км Шабердинского тракта.

### Калининградская область
В Калининграде — городе, который до 1945 года принадлежал Германии, — а также Советске и других городах бывшей Восточной Пруссии в многоквартирных жилых домах номер присваивался не зданию целиком, а каждому подъезду. Таким образом, первая квартира первого подъезда в начале улицы в документах будет иметь вид: д. 1, кв. 1, первая квартира же второго подъезда — д. 2, кв. 1, а всё здание будет носить адрес, к примеру, Краснопрудная улица, д. 45-51, то есть, весь диапазон подъездов от первого до последнего, исключая номера противоположной стороны. Номера пишутся непосредственно над подъездом, для примера выше — 45, 47, 49, 51. Для нежилых зданий номер распространяется на весь дом. Деление на чётную и нечётную сторону улицы в Калининграде общепринятое для России.
Для многоподъездных зданий, особенно если они расположены перпендикулярно самой улице, торцом к её проезжей части, возможна нумерация домов с добавлением к «исходному» номеру буквы. Например, для дома по адресу Киевская улица, 74А-74Е над первым подъездом будет висеть табличка 74А, над вторым — 74Б и так далее.
В современной застройке применяется классическая для России нумерация домов и подъездов, например, улица Юрия Гагарина, 101 с подъездами №№ 1-8.

### Особенности нумерации других топонимических единиц
- Улицы с односторонней застройкой. Часто имеют последовательную нумерацию, например, набережные.
- Переулки. В некоторых случаях могут иметь нумерацию по старшинству возводимых зданий.
- Гора. Несколько домов, стоящих на вершине холма или над оврагом. Могут иметь произвольную (Пролетарская гора, Орёл) или частично упорядоченную вдоль основного проезда (Шкодова гора, Одесса) нумерацию.
- Площадь. Дома, стоящие вдоль замкнутой кривой. Обычно имеют нумерацию как на улицах вдоль условной линии, разбивающей площадь на две стороны — соответственно чётную и нечётную; некоторые площади имеют последовательную нумерацию по часовой стрелке.
- Парк. Несколько возведённых зданий или отведённых территорий на участке со сложным рельефом, не позволяющим спроектировать сколь-нибудь упорядоченную дорожно-уличную сеть. Нумерация почти всегда произвольная. (Например, Северный парк, Орёл.)

## Австралия и Новая Зеландия
В Австралии и Новой Зеландии согласно совместным законодательным актам (AS/NZS 4819:2003 , AS/NZS 4819:2011) нумерация домов ведется по модели Европейской схемы.
В Австралии большинство адресов указываются так же, как и в Европе (нечётные номера по левой стороне улицы, чётные — по правой). Очень длинные улицы (например, Parramatta Road в Сиднее) могут иметь более сложную систему нумерации: при пересечении границы района или пригорода номера перестают расти и начинаются с 1 или 2 заново. Поэтому номера домов на длинной улице могут повторяться. В сельских районах, где расстояние между домами может быть очень большим, нумерация основывается на отсчёте десятков метров. Так, ферма, расположенная в 2300 метрах от начала улицы, по правой стороне, может иметь номер 230.

## США и Канада
Американско-канадская система нумерации домов, как правило, строится по схеме XYY, где X — номер квартала (одно-, двух- или даже трёхзначный), YY — двузначный номер дома в границах квартала. С каждым новым кварталом нумерация домов начинается заново, при этом внутри квартала номера некоторых домов могут быть пропущены. К примеру, за кварталом с домами № 501, 503, 505 следует квартал с домами № 601, 603, 605. Улицы имеют чётные и нечётные стороны.
Особенностью данной системы является то, что нумерация привязана к собственникам домов. Так, в таунхаусах каждый вход имеет свой номер, тогда как многоэтажные здания — один номер.

## Япония и Корея
В Японии номера домов не имеют никакой связи с их местоположением — нумерация производится в порядке застройки обычно поквартально. В Южной Корее система полностью аналогична японской. В Северной Корее точно такая же система с одним исключением, номера 1 стараются давать административным зданиям, иногда памятники лидерам КНДР также имеют номер аналогичный номеру дома.

## Латинская Америка
В Бразилии и Аргентине в силу больших территорий и огромных расстояний часто встречается нумерация домов по Европейской схеме, только в метрах от начала улицы.
В Мексике и Уругвае нередко Европейская схема дополняется буквами после номера. Буквы играют разную роль в разных районах. Где-то последовательность, например дом 35A, 35B, а где-то специфичный указатель, например дом «2415 bis» означает следующий (второй) дом от 2415, а «2415 bis bis» означает третий дом от 2415.